# Río Heart
El río Heart (en inglés: Heart River, que en español significa «río Corazón») es un río del Medio Oeste de los Estados Unidos, un afluente del río Misuri  que discurre por el extremo norte de las Grandes Llanuras. Tiene una longitud de 290 km (kilómetros).
Administrativamente, el río discurre por el estado de Dakota del Norte.

## Geografía
El río Heart nace en la parte occidental del estado de Dakota del Norte, en el condado de Billings, en la región de las praderas de los pradera nacional del Pequeño Misuri («Little Missouri National Grassland»), en la unidad sur del Parque nacional Theodore Roosevelt. El río Heart discurre primero en dirección este, adentrándose en el Condado de Stark, pasando por las pequeñas localidades de Belfield (866 habitantes en 2000) y South Heart (307 habitantes). Llega luego al primero de los tramos en que está represado, el del embalse de Edward Patterson, a cuyos pies está la localidad de Dickinson (16 010 habitantes), la segunda más importante de todo su recorrido.
Sigue hacia el Este, pasando por Lehigh y recibiendo luego, por la izquierda y procedentes del noroeste, las aguas de su principal afluente, el río Green (32 km). Llega al poco a Gladstone (248 habitantes), donde vira hacia el sureste, y tras un corto tramo, entra en el condado de Grant. Pasa por el embalse de Tschida, formado por la presa de Heart Butte. Sigue por Johnson Ford, donde vuelve a emprender rumbo este, recibiendo al arroyo Antelope por la derecha y luego al arroyo Big Muddy, por la izquierda. Luego el río entra en el condado de Morton, y vira decididamente encamina hacia el noroeste, atravesando una zona en la que el valle se encajona bastante. Pasa por Lyons y Sunny y finalmente llega a la ciudad de Mandan (16 718), donde desemboca, en la margen derecha, en el río Misuri.

## Historia
La región entre el río Heart y el río Little Missouri estuvo habitada tradicionalmente por las tribus mandan e hidatsa, que actualmente viven en la reserva de Fort Berthold (Dakota del Norte). Los arikara también llegaron a la región en 1851, y comparten la misma reserva.
En 1804, la expedición de Lewis y Clark estableció su primer campamento de invierno a orillas del río Misuri, no lejos de la desembocadura del río Heart en Mandan, a unos 50 km al norte, aguas arriba. Estaban cerca de un campamento de la tribu mandan y allí Lewis y Clark conocieron a la joven india shoshone Sacajawea, que les acompañó como intérprete en el resto de la expedición.